# Varga László (történész)
Varga László (Budapest, 1948. augusztus 29. – Budapest, 2016. november 25.) magyar történész, levéltáros, a történelemtudományok kandidátusa.

## Élete
1957–1962 között Kelet-Berlinben élt. 1967–1972 között az Eötvös Loránd Tudományegyetem történelem-német szakán tanult. 1973-tól a Csepel Vas- és Fémművek Társadalomtudományi osztályán dolgozott történészként. 1975–1978 között MTA Történettudományi Intézetének munkatársa volt. Témavezetője Hanák Péter volt, akit élete végéig mesterének tekintett. 1980-ban megszerezte kandidátusi címét. Doktori disszertációjának címe: A csepeli Weiss Manfréd gyár története 1918-ig volt.
1978-1980 között a Magyar Televízió társadalomtudományi szerkesztőségében dolgozott, majd 1980-1985 között az MSZMP Központi Bizottsága Társadalomtudományi Intézetének volt a munkatársa. 
1986-ban visszatért az MTA-hoz, ahol főmunkatársként dolgozott. 
1991–1999 között a Budapest Főváros Levéltár igazgatója, 1999–2004 között főlevéltárosa volt. 2004–2005 között a Holokauszt Emlékközpont tudományos igazgatója volt. 2007–2010 között Demszky Gábor kabinetjében kulturális tanácsadóként tevékenykedett. 2010-ben nyugdíjba vonult.

### Családja
Első felesége Barta Daisy pszichológus volt, aki 1997-ben elhunyt. Ebből a házasságból két lánya, második házasságából egy fia született.

## Kutatási területei
- 1945–1956 közötti politikai perek
- 1956-os forradalom
- az állambiztonság története
- gazdaság- és társadalomtörténet 1867–1918
- 1945–1956
- a magyarországi zsidóság története
- a Holokauszt története
- antiszemitizmus Magyarországon
- Budapest története

## Főbb művei
- A csepeli gyáróriás kialakulásának története. Kézirat; BME TI, Bp., 1981
- Pató Pálok vagy sztahanovisták?; Magvető, Bp., 1984 (Gyorsuló idő)
- 1956. A forradalom kronológiája és bibliográfiája; szerk. Varga László, 3. bőv. kiad.; Századvég–Atlanti, Bp., 1990
- Az elhagyott tömeg. Tanulmányok 1950–1956-ról; Cserépfalvi–Budapest Főváros Levéltára, Bp., 1994
- Kádár János bírái előtt. Egyszer fent, egyszer lent, 1949–1956; szerk., tan. Varga László; Osiris–BFL, Bp., 2001 (Párhuzamos archívum)
- Zsidóság a dualizmus kori Magyarországon. Siker és válság; szerk. Varga László; Habsburg Történeti Intézet, Bp., 2005
- Varga László: A csepeli csoda. Weiss Manfréd és vállalata a Monarchiában, 1-2.; BFL, Bp., 2016 (Várostörténeti tanulmányok)

## Díjai és elismerései
- Budapest-díj (1999)